# Nationalpark Sonfjället
Der Nationalpark Sonfjället liegt im Skandinavischen Gebirge südlich des schwedischen Flusses Ljusnan nahe dem Ort Hede. Er wurde am 24. Mai 1909 als einer von neun Nationalparks, den ersten in Europa, ausgewiesen und besteht aus einem isolierten Gebirgsmassiv mit mehreren Gipfeln, wovon der Gipfel Högfjället mit 1277 m der höchste ist. Dem Gebirgsmassiv sind bewaldete Berge mit teilweise unberührten Birkenwäldern und Feuchtgebieten vorgelagert. Der Nationalpark ist vor allem für seine Bärenpopulation bekannt.
Die Gipfel des Sonfjället
- Högfjället (1.277 m; Schartenhöhe ca. 590 m)
- Sonfjället, Nordgipfel (über 1.250 m; Schartenhöhe ca. 75 m)
- Gråsidan (1.193 m; Schartenhöhe ca. 200 m)
- Korpflyet (1.177 m; Schartenhöhe ca. 185 m)
- Valmfjället (1.113 m; Schartenhöhe ca. 82 m)
- Medstöten (1.028 m; Schartenhöhe ca. 55 m)
- Hovden (906 m; Schartenhöhe ca. 177 m)
- Björnvålen (900 m; Schartenhöhe ca. 70 m)